# هربلوسية
هَرْبَلوسِيَّة (الاسم العلمي: Harpalinae)، هي فُصيلة ضخمة من الخنافس الأرضية تشتمل على 20000 نوع أو قرابة 6400 نوع. ضمن 24 قبيلة حول العالم، وفقًا لآخرين. نادرًا ما يستخدم الاسم الشائع للفُصيلة وهو خنافس القيثارة. تحتوي الهربلوسية على أكثر الخنافس الأرضية ذات تواسم مشتق وتواسم مشتق متماثل، وتعرض مجموعة واسعة من الأشكال والسلوكيات. بعضها نادر بين الخنافس الأرضية والحيوانات آكلة اللحوم أو حتى العواشب.
سُميت الفُصيلة على هربلوس المقدوني (Ἅρπαλος).